# On Your Mark～奇蹟之光～
《On Your Mark～奇蹟之光～》（On Your Mark 〜ヒカリのキセキ〜）為日本音樂團體第三代J Soul Brothers的第2張單曲，於2010年12月1日由rhythm zone發售。

## 概要
- A面曲 《On Your Mark～奇蹟之光～》是搞笑藝人濱田雅功主演、朝日電視台「検事・鬼島平八郎」的主題曲
- 此單曲有2個版本，分別有「CD+DVD」和「CD ONLY」。「CD+DVD」收錄了《On Your Mark～奇蹟之光～》的Music Video。
- 在12月13日於公信榜单曲週排行榜取得第3位。

## 收錄曲目

### CD
1. On Your Mark～奇蹟之光～（作詞：Kenn Kato、作曲、編曲：田中直）
2. On Your Mark～奇蹟之光～（Instrumental）

### DVD
- On Your Mark～奇蹟之光～（Music Video）

## 備註
1. ↑  . Oricon. 2010  [2013-05-14]. （原始内容存档于2013-04-26） （日语）.

## 外部連結
- 三代目J Soul Brothers「On Your Mark〜ヒカリのキセキ〜」ミュージック・ビデオ（页面存档备份，存于） - YouTube
- On Your Mark〜ヒカリのキセキ〜スペシャルサイト